# Unione montana dei Sibillini
L'Unione montana dei Sibillini ha sede a Santa Vittoria in Matenano, in provincia di Fermo nelle Marche. Si estende per 417,49 km² a cavallo delle province di Ascoli Piceno (5 comuni) e Fermo (6 comuni).
L'Unione è stata costituita con L. R. 6 giugno 1973 n. 12 e identificata come Zona M. Con l'approvazione del primo statuto da parte della Regione Marche (L. R. 26 novembre 1974 n. 45) l'ente ha assunto la denominazione di Comunità Montana dei Sibillini, poi modificata in Unione montana dei Sibillini

## Geografia fisica
La Comunità Montana dei Sibillini include i comuni ascolani e fermani delle alte valli dei fiumi Aso e Tenna (con il torrente Ambro, suo affluente di sinistra nel comune di Montefortino).
L'altitudine varia dai 200 m s.l.m. apprezzabili ai piedi del Matenano ai 2.476 della cima del monte Vettore nel territorio di Montemonaco.

## Ecosistema
La flora presente sul territorio affianca alle faggete dei fondovalle specie come la stella alpina sulle cime dei Sibillini. Quanto alla fauna, oltre al lupo appenninico, all'aquila reale, alla nutria, si segnala la presenza del Chirocefalo del Marchesoni, crostaceo endemico del lago di Pilato.

## Comuni
L'Unione Montana è costituita da cinque comuni della provincia di Ascoli Piceno (Comunanza, Force, Montedinove, Montemonaco e Rotella) e sei comuni della provincia di Fermo (Amandola, Montefalcone Appennino, Montefortino, Montelparo, Santa Vittoria in Matenano e Smerillo).
La parte di territorio costituita dai comuni di Amandola, Montefortino e Montemonaco rappresenta il versante nordorientale del Parco nazionale dei Monti Sibillini.